# Lutz Hill
Lutz Hill är en kulle i Antarktis. Den ligger i Östantarktis. Nya Zeeland gör anspråk på området. Toppen på Lutz Hill är 1 000 meter över havet.
Terrängen runt Lutz Hill är bergig åt nordväst, men åt sydost är den kuperad. Trakten är obefolkad. Det finns inga samhällen i närheten. 